# Przedsiębiorstwo Komunikacji Samochodowej w Pszczynie
PKS w Pszczynie Sp. z o.o. (Przedsiębiorstwo Komunikacji Samochodowej w Pszczynie) – polskie przedsiębiorstwo transportowe. Początkowo funkcjonowało jako przedsiębiorstwo państwowe.

## Historia
PKS w Pszczynie rozpoczęło działalność w roku 1951, jako Placówka Terenowa Wojewódzkiego Przedsiębiorstwa Państwowej Komunikacji Samochodowej w Katowicach.
W roku 1972 Placówka Terenowa PKS Pszczyna została przemianowana na Oddział Osobowo-Terenowo-Spedycyjny, a następnie Zarządzeniem Ministra Transportu i Gospodarki Morskiej z dnia 07.06.1990 r. powołano Przedsiębiorstwo Państwowej Komunikacji Samochodowej w Pszczynie, które rozpoczęło swoją działalność z dniem 01.07.1990 na bazie majątku Oddziału Towarowo-Osobowego w Pszczynie.
W wyniku komercjalizacji Przedsiębiorstwa Państwowej Komunikacji Samochodowej w Pszczynie z dniem 17 grudnia 1999r wpisano do rejestru handlowego Spółkę pod nazwą Przedsiębiorstwo Komunikacji Samochodowej w Pszczynie, której jedynym udziałowcem był Skarb Państwa.
Przedmiotem działalności spółki jest:
- transport pasażerski,
- wynajem autokarów,
- obsługa i naprawa pojazdów mechanicznych,
- wynajem nieruchomości na własny rachunek,

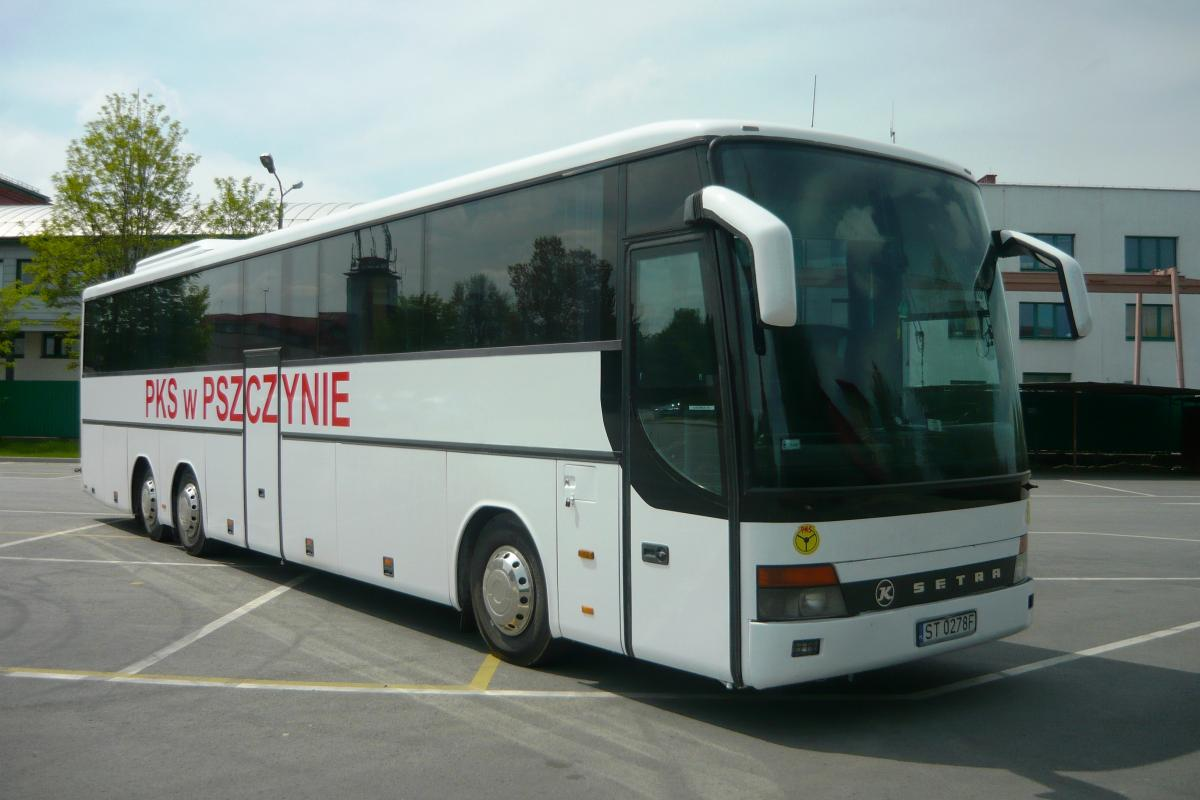
Setra S317 GT-HD

- reklama

## Tabor
| Typ Autobusu                | Rok produkcji     | Liczba |
| --------------------------- | ----------------- | ------ |
| Jelcz T120                  | 1993-2000         | 5      |
| Jelcz PR110D Lux            | 1991              | 1      |
| Jelcz 120M                  | 1997-2001         | 5      |
| Jelcz L120                  | 1999              | 1      |
| Jelcz M120l                 | 2005              | 1      |
| Jelcz M121                  | 1997              | 1      |
| Autosan A1012T              | 2001              | 1      |
| Karosa C954E                | 2006              | 2      |
| Irisbus Axer 12M            | 2005              | 2      |
| Bova Futura FHD 12          | 1992              | 1      |
| MAN RHCxx4 Lion`s Coach     | 2004              | 2      |
| MAN NL202                   | 1993-1994         | 2      |
| Mercedes-Benz O405G         | 1996              | 1      |
| Mercedes-Benz 614 D         | 2001-2006         | 4      |
| Mercedes-Benz O350 Tourismo | 2000              | 1      |
| Neoplan N316 L              | 1993              | 1      |
| Neoplan N316 SHD            | 1995-1998         | 2      |
| Neoplan N316 Ü              | 1993              | 1      |
| Setra S215 UL               | 1991              | 1      |
| Setra S215 SL               | 1992              | 1      |
| Setra S315 HDH              | 1997              | 1      |
| Setra S317 GT-HD            | 2000              | 1      |
| Wszystkie pojazdy           | Wszystkie pojazdy | 36     |